# Rum, Sodomy & the Lash
Rum Sodomy & the Lash ist das zweite Studioalbum der britischen Folk-Band The Pogues und wurde im August 1985 veröffentlicht. Es erreichte in den britischen Album-Charts den dreizehnten Platz.

## Geschichte

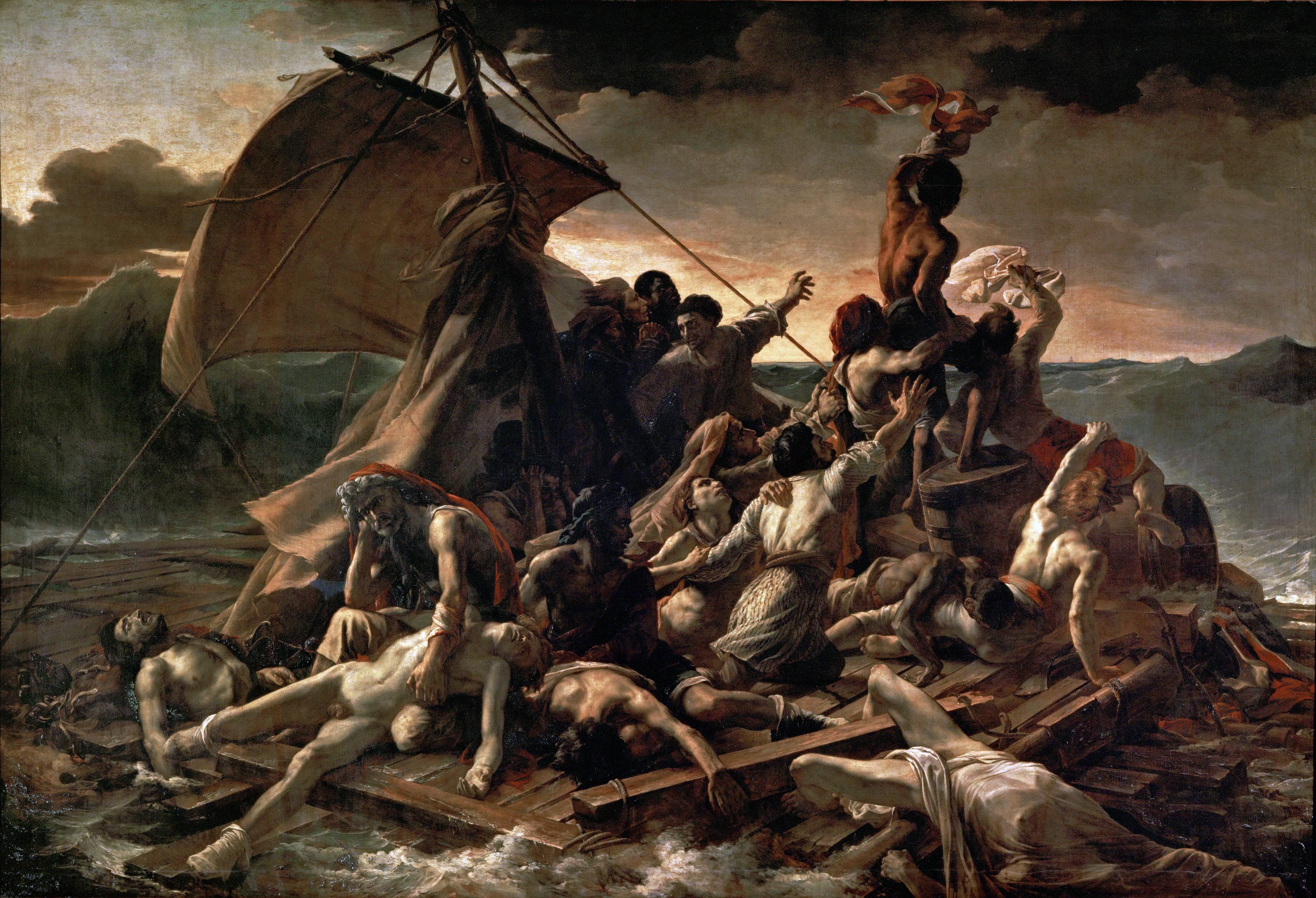
Das Floß der Medusa von Théodore Géricault (1818/19)

Der Titel des Albums wurde einem Zitat des zu der Zeit First Lord of the Admiralty und späteren britischen Premierministers Winston Churchill entnommen: „Don’t talk to me about naval tradition. It’s nothing but rum, sodomy and the lash.“ („Erzählen sie mir nichts über Marinetradition. Das ist nichts anderes als Rum, Analverkehr und die Peitsche.“) Nach Angaben von Shane MacGowan wurde der Titel von Schlagzeuger Andrew Ranken vorgeschlagen. Das Cover basiert auf dem Gemälde Das Floß der Medusa (Le radeau de la Méduse) des französischen Malers Théodore Géricault, wobei die Gesichter der Bandmitglieder die der Männer auf dem Floß ersetzen.
Rum, Sodomy & the Lash wurde auf mehreren Listen der besten Alben genannt. Das Q-Magazin listete es auf Platz 93 der besten britischen Alben aller Zeiten. Im Jahr 2003 rangierte das Album auf Platz 445 der vom Rolling-Stone-Magazin zusammengestellten Liste der 500 beste Alben aller Zeiten. Pitchfork Media listete es auf Platz 67 der 100 besten Alben der 1980er Jahre.
Als Singleauskopplungen wurden A Pair of Brown Eyes, Sally MacLennane und Dirty Old Town (mit den B-Seiten Whiskey You’re The Devil, Muirshin Durkin, Wild Rover und The Leaving Of Liverpool) veröffentlicht. Sie erreichten in den britischen Charts die Plätze 72, 51 und 62.
The Sick Bed of Cúchulainn basiert auf der irischen Sage Serglige Con Chulainn, im Song werden die Tenöre John McCormack und Richard Tauber genannt. Der ebenfalls vorkommende Frank Ryan war ein Mitglied der IRA (Irish Republican Army) und starb in Deutschland. The Old Main Drag wurde im Film My Private Idaho verwendet.
I’m a Man You Don’t Meet Every Day ist ein schottisches Traditional, das von der Bassistin Cait O’Riordan gesungen wird. Als Gastmusiker sind Henry Benagh auf der Fiddle und Tommy Keane am Dudelsack vertreten.
A Pair of Brown Eyes verwendet die Melodie des traditionellen Wild Mountain Thyme, der Text dazu stammt von MacGowan. Die Textzeile „A Thing Called Love“ bezieht sich auf ein Album des US-amerikanischen Country-Musikers Johnny Cash.
Dirty Old Town wurde vom schottischen Musiker Ewan MacColl geschrieben, es existiert ebenfalls eine Version der Dubliners. MacColl war der Vater Kirsty MacColls, die einige Songs (z. B. Fairytale of New York) mit den Pogues aufnahm. Die Handlung des Songs findet in der britischen Stadt Salford statt.
Jesse James bezieht sich auf die Überfalle der James-Younger-Bande, deren Mitglieder unter anderem Jesse und Frank James, Charly und Robert Ford und Cole Younger waren. Der Song wurde auch von z. B. Pete Seeger, Woody Guthrie, Warren Zevon, Chris Barber, Bruce Springsteen und Van Morrison aufgenommen. Geschrieben wurde das Lied von Desmond Child und Diane Warren.
And the Band Played Waltzing Matilda wurde vom australischen Folksänger Eric Bogle geschrieben und z. B. von den Dubliners und Joan Baez gecovert. Die Version der Pogues ist dabei wohl die bekannteste. Im letzten Refrain wird eine Textzeile aus dem australischen Volkslied Waltzing Matilda zitiert. Als Gastmusiker tritt Dick Cuthell am Waldhorn auf.

## Titelliste
Bis auf die gekennzeichneten Ausnahmen stammen alle Songs aus der Feder von Shane MacGowan.
1. The Sick Bed of Cúchulainn – 2:59
2. The Old Main Drag – 3:19
3. Wild Cats of Kilkenny (MacGowan, Jem Finer) – 2:48
4. I’m a Man You Don’t Meet Every Day (Traditional) – 2:55
5. A Pair of Brown Eyes – 4:54
6. Sally MacLennane – 2:43
7. A Pistol for Paddy Garcia (1) (Finer) – 2:31
8. Dirty Old Town (Ewan MacColl) – 3:45
9. Jesse James (Traditional) – 2:58
10. Navigator (Phil Gaston) – 4:12
11. Billy’s Bones – 2:02
12. The Gentleman Soldier (Traditional) – 2:04
13. And the Band Played Waltzing Matilda (Eric Bogle) – 8:10

Wiederveröffentlichung 2004
1. The Sick Bed of Cúchulainn – 2:59
2. The Old Main Drag – 3:19
3. Wild Cats of Kilkenny (MacGowan, Jem Finer) – 2:48
4. I’m a Man You Don’t Meet Every Day (Traditional) – 2:55
5. A Pair of Brown Eyes – 4:54
6. Sally MacLennane – 2:43
7. Dirty Old Town (Ewan MacColl) – 3:45
8. Jesse James (Traditional) – 2:58
9. Navigator (Phil Gaston) – 4:12
10. Billy’s Bones – 2:02
11. The Gentleman Soldier (Traditional) – 2:04
12. And the Band Played Waltzing Matilda (Eric Bogle) – 8:10
13. A Pistol for Paddy Garcia (2) (Finer) – 2:31
14. London Girl (3) (MacGowan) – 3:05*
15. Rainy Night in Soho (3) – 5:36*
16. Body of an American (3) – 4:49*
17. Planxty Noel Hill (3) (Finer) – 3:12*
18. The Parting Glass  (2) (Traditional) – 2:14

## Rezeption
Das Album wurde sehr positiv bewertet. Mark Deming schrieb in seiner Rezension für AllMusic:

“this album captures all the sweat, fire, and angry joy that was lost in the thin, disembodied recording of the band's debut, and the Pogues sound stronger and tighter without losing a bit of their edge in the process. (…) Rum Sodomy & the Lash falls just a bit short of being the Pogues best album, but was the first one to prove that they were a great band, and not just a great idea for a band.”

„dieses Album fängt all den Schweiß, das Feuer und die wütende Freude ein, die in der dünnen, körperlosen Aufnahme des Debuts der Band verloren gegangen waren, und die Pogues klingen stärker und straffer, ohne ein bisschen ihrer Ecken und Kanten verloren zu haben. (…) Rum Sodomy & the Lash erreicht nicht den Status, das beste Album der Pogues zu sein, aber es war das erste, um zu beweisen, dass sie eine großartige Band waren, und nicht nur eine großartige Idee für eine Band.“

Robert Christgau vergab die Note A und urteilte:

“Shane MacGowan never lets go of it for a second: he tests the flavor of each word before spitting it out.”

„Shane MacGowan lässt ihn (den Song ‚And the Band Played Waltzing Matilda‘) nicht für eine Sekunde aus den Augen: er testet den Geschmack jedes einzelnen Wortes, bevor er es ausspuckt.“

Rolling Stone wählte Rum, Sodomy & the Lash 2003 auf Platz 445 und 2012 auf Platz 440 der 500 besten Alben aller Zeiten.
Spin führt es auf Platz 269 der 300 besten Alben aus dem Zeitraum 1985 bis 2014.
In der Auswahl der 100 besten Alben der 1980er Jahre von Pitchfork erreichte es Platz 67.
Rum, Sodomy & the Lash wurde in die 1001 Albums You Must Hear Before You Die aufgenommen.